# Busso X. von Alvensleben
Busso X. von Alvensleben (* 1468; † 4. Mai 1548 in Wittstock) war ein katholischer kirchlicher Diplomat und von 1523 bis 1548 als Busso II. Bischof von Havelberg.

## Leben

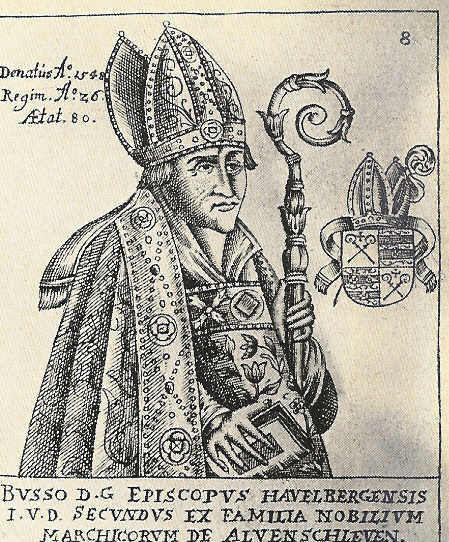
Busso X. von Alvensleben, Bischof von Havelberg

Er entstammte der niederdeutschen Adelsfamilie von Alvensleben und war der dritte Sohn von Gebhard XVI. von Alvensleben, eines brandenburgischen Rats und Burgherrn auf Kalbe (Milde) und Hundisburg, und der Hippolyta von Bülow. Wie sein Vetter Busso VIII. von Alvensleben erhielt er eine wissenschaftliche Ausbildung an der Universität Leipzig (1488) und ab 1492 in Bologna, wo ab 1496 auch Nikolaus Kopernikus aus Thorn (eingetragen als „Dom. Nicolaus Kopperlingk de Thorn“) studierte. 1498 wurde er in Bologna zum „Procurator der deutschen Nation“, d. h. zum Vertreter der deutschen Studenten gewählt. 1502/1503 empfing Busso eine Minor-Präbende des Domstifts Magdeburg. 1504 promovierte er dort zum Doktor beider Rechte.
1508 wurde er Domherr zu Magdeburg und als solcher mit verschiedenen diplomatischen Missionen betraut. Er bereitete 1513 die Wahl Albrechts von Brandenburg zum Erzbischof von Magdeburg und Administrator des Bistums Halberstadt vor. 1514 erlangte er in Rom die päpstliche Genehmigung für die Wahl des Magdeburger Erzbischofs Albrecht zum Kurfürsten von Mainz und die Verbindung beider Erzbistümer in einer Hand.
1515 wurde Busso Dompropst von Brandenburg, Propst von Salzwedel und Stendal. Als Statthalter des häufig abwesenden Kardinals Albrecht in Magdeburg vollendete er 1520 den dortigen Dombau. Auf Anraten Papst Leos II. gehörte er zu den Organisatoren des Ablasshandels, der 1517 Luthers Thesenveröffentlichung in Wittenberg auslöste.
1523 wurde er Bischof von Havelberg. Vorzugsweise residierte er in der Bischofsburg in Wittstock und auf der Plattenburg. Als sich Kurfürst Joachim II. von Brandenburg 1539 der Reformation anschloss, verhinderte Busso bis zu seinem Tode am 4. Mai 1548 die Einführung der 1540 beschlossenen brandenburgischen Kirchenordnung in seinem Bistum. Dennoch war er 1541 bei der durch den Kurfürsten erwünschten Hochzeit des Matthias von Jagow mit Catharina von Rochow-Gollwitz, in Anwesenheit des alten brandenburgischen Adels.
Er war der letzte katholische Bischof in Brandenburg und wurde vor dem Hochaltar des St.-Marien-Doms in Wittstock beigesetzt. Sein Grabstein ist nach Renovierungsarbeiten in den 1920er Jahren verloren gegangen. Als Bischof legte er eine Sammlung von Reliquien und kostbaren Kirchengeräten an – nach dem Vorbild der Hallischen Heiltümer Kardinal Albrechts.

## Werke
(nach Johann Christoph Adelung: Fortsetzung und Ergänzungen zu Christian Gottlieb Jöchers allgemeinem Gelehrten-Lexico. 1784)
- Missale ecclesiae Havelbergensis. 1506.
- Librum statutorum ad clerum suae diocesis. 1528.

## Porträt
- Holzschnitt in George Gottfried Küster: Martin Friedrich Seidels Bilder-Sammlung. Verlag des Buchladens bey der Real-Schule, Berlin 1751, S. 21.